# Jean Levavasseur
Jean Levavasseur (Chatou, 8 giugno 1924 – Poissy, 10 febbraio 1999) è stato uno schermidore francese, vincitore di una medaglia di bronzo nella scherma ai Giochi olimpici.